# Кленовник
Кленовник (хорв. Klenovnik) — община с центром в одноимённом посёлке на севере Хорватии, в Вараждинской жупании. Население 1051 человек в самом посёлке и 2278 человек во всей общине (2001). Подавляющее большинство населения — хорваты (99,47 %). В состав общины кроме Кленовника входят ещё 5 деревень. Посёлок находится в холмистой местности в 6 км к югу от словенской границы и в 5 км к северо-западу от города Иванец.
Кленовник впервые упомянут в 1244 году в дарственной короля Белы IV. С 1456 года в королевской собственности, как и всё Загорье. С XVI века принадлежал Драшковичам, чей фамильный замок Тракошчан находится неподалёку. Драшковичи построили в Кленовнике небольшое поместье, в котором сейчас располагается туберкулёзный санаторий. В 1738 году была построена приходская церковь Пресвятой Троицы.